# Commission technique d'orientation et de reclassement professionnel
La COmmission Technique d'Orientation et de REclassement Professionnel (ou COTOREP) est une ancienne institution 
française. 
La COTOREP est devenue en 2006 la CDAPH par fusion avec la commission départementale d'éducation spéciale (CDES). La CDAPH fait partie de la MDPH.

## Sa fonction
Créée en 1975 (Loi d'orientation no 75-534 du 30 juin 1975 ), la Cotorep gérait les problèmes liés au handicap et notamment à la réinsertion professionnelle des handicapés. Elle était présente dans chaque département et dépendait du ministère du Travail.
Avec la Loi nº 2005-102 du 11 février 2005 pour l’égalité des droits et des chances, la participation et la citoyenneté des personnes handicapées, la COTOREP disparaît.
À partir de janvier 2006, la Maison départementale des personnes handicapées intègre la commission des droits et de l’autonomie des personnes handicapées (CDAPH). C'est dans cette nouvelle instance que se prennent les décisions de compensation (humaine / technique), de prestations (le plus souvent financières) et d'orientations en faveur des personnes handicapées.
Elle se base pour cela sur l'évaluation des besoins de compensation du handicap, réalisée par une équipe pluridisciplinaire mise en place par la maison départementale des personnes handicapées (MDPH), et tient compte des souhaits exprimés par la personne handicapée ou son représentant légal, dans son projet de vie.

## Travailleur handicapé
Les salariés Cotorep bénéficiaient d'une part de quota pour l'emploi. Par exemple le service du courrier d'une grande entreprise française comprend le plus souvent des personnes handicapées physiques et mentales.
D'autre part les salariés Cotorep bénéficiaient d'aménagements de leur espace de travail, par exemple un cadre dirigeant aveugle a, à sa disposition des logiciels de synthèse vocale (pour lire).
En 2006, les « travailleurs Cotorep » deviennent les « travailleurs handicapés (TH) ». Le régime juridique devient la « Reconnaissance de la Qualité de Travailleur handicapé (RQTH) », dans le cas général (secteur privé). Alors que le code du travail s'applique à l'ensemble des travailleurs (secteurs privé et public), il n'est pas clair pourquoi la fonction publique dispose de son propre régime.
Dans le cas du secteur public, les « travailleurs handicapés (TH) » sont appelés les travailleurs « bénéficiaires de l'obligation d'emploi (BOE) », au titre de l'article L. 5212-13 du code du travail.
Cette dernière dénomination met en valeur la discrimination positive, mais cette dénomination est toutefois malheureuse car il y a confusion entre « obligation de travail » et « droit au travail » (sur le modèle du droit au logement opposable). Par ailleurs, il peut même y avoir confusion entre cette « obligation de travail » et la déclaration annuelle obligatoire d’emploi des travailleurs handicapés, des mutilés de guerre et assimilés, au titre des mêmes articles L 5212-1 et suivants du Code du Travail, qui s'appliquent donc à l'ensemble des travailleurs (secteurs privé et public).